# Vidaway

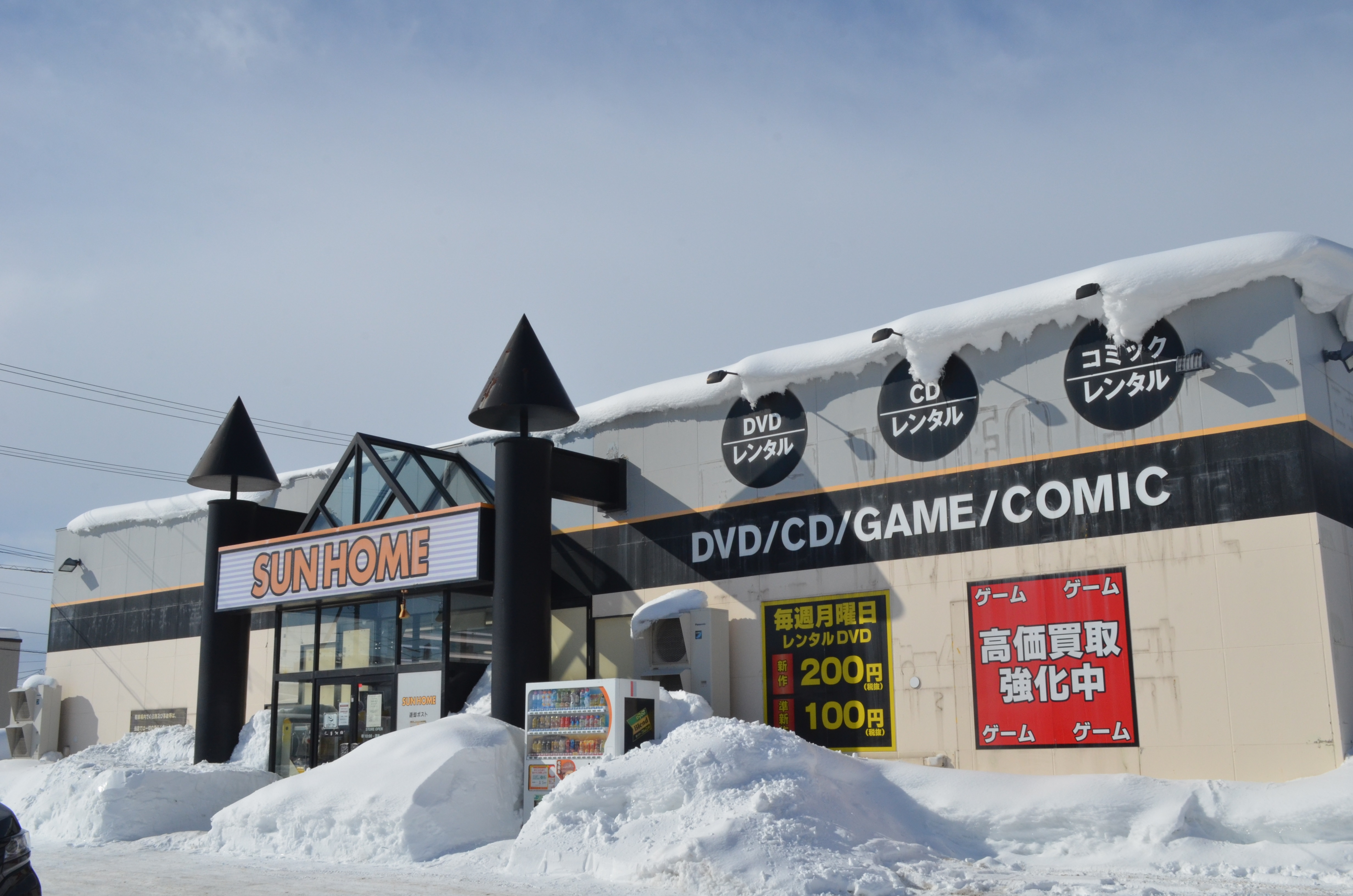
最後のサンホームビデオ店舗、江別店

株式会社Vidaway（ヴィダウェイ）は、主に東日本エリアでレンタルビデオ店やトレーディングカードゲーム店を経営するREXT Holdings傘下の企業。

## 概要
かつては北海道・東北を地盤に「サンホームビデオ」のブランドでレンタルビデオ店を展開していた。2005年時点で傘下の店舗は112店舗を数え、TSUTAYA（カルチュア・コンビニエンス・クラブ、CCC）、ゲオに次ぐ業界3位の地位を占めていたが、レンタルビデオ業界の競争激化に伴い同年9月にCCCと業務提携を結び、TSUTAYAのフランチャイジーとなった。以後、順次自社直営店舗を「TSUTAYA」ブランドの店舗に切り替えていった。この他トレーディングカードゲーム店「バトロコ」チェーンを北海道・関東に展開する。
通常のTSUTAYAの会員制度とは別に独自の「ファースト会員」「モバイル会員」制度も導入している。従来から建っていたTSUTAYA店舗と商圏が近接する旧サンホームビデオ店舗のサンレジャー直営店舗、及びサンホームビデオFC加盟店では、その後CCCが新たに興した「ビデオ100」というブランドを名乗った時期もあった。2022年の時点で、サンホームビデオの名を掲げているのは北海道江別市向ヶ丘の1店舗のみとなっていたが、その最後の店舗も同年3月13日をもって閉店している。
元々は長崎屋グループの「株式会社サンレジャー」として発足。長崎屋から小野ホールディングスへ営業譲渡されたが、その後TSUTAYAの社長だった日下孝明が小野ホールディングスから株式を取得して小野グループを離脱。2011年7月にワンダーコーポレーションと資本提携を結び、翌2012年4月にはワンダーコーポレーションがサンレジャーを子会社化した。
2014年6月1日、株式会社サンレジャーが同じくワンダーコーポレーション傘下の株式会社ケイ・コーポレーションを吸収合併して、現商号に変更した。
2022年6月1日、RIZAPグループとなっていたワンダーコーポレーションは、ジーンズメイトおよびHAPiNSとの吸収分割によりREXT Holdings（ワンダーコーポレーションから改称）およびREXT（ジーンズメイトから改称）にそれぞれ事業継承。Vidawayはワンダーコーポレーションから改称したREXT Holdingsの傘下となる。
以前はネット上では自社の独自サイトとして「SUNHOME WebShop」を運営し、CD・DVD類の主に中古品を定価の半額以下で販売することを売りにしていたが2011年6月現在は運営休止中。
かつては『サッポロ2130 夜は金時』（STVラジオ）などのラジオ番組のスポンサーを務めていたこともあるが、CCCとの提携以後は目立った動きはない。